# 萊恩·凱利
萊恩·马修·凱利（英語：Ryan Matthew Kelly，1991年4月9日—），美國籃球運動員，主打大前鋒。曾效力於NBA球隊洛杉磯湖人、亞特蘭大老鷹。在大學期間他效力於杜克大學的籃球隊。他在2013年NBA選秀時被洛杉磯湖人選中。